# Maanga
Maanga ist ein Verwaltungsbezirk (Ward) des Distrikts Mbeya (CC) in der tansanischen Region Mbeya.

## Geografie
Maanga ist ein kleiner Bezirk im Zentrum der Regionshauptstadt Mbeya. Die Grenze im Süden bildet die Nationalstraße T1, jene im Westen die Nationalstraße T8. Die Fläche des Bezirks beträgt 0,4 Quadratkilometer und bei der Volkszählung 2022 lebten hier 5727 Menschen in 1925 Haushalten.

## Gliederung
Der Bezirk besteht aus sieben Stadtteilen (Mtaa):
- Maanga A
- Maanga B
- Maendeleo
- Mafiat
- Ndongole
- Sinde
- Mwamfupe